# قصر سعد بن أبي وقاص
قصر سعد بن أبي وقاص، يقع في وادي العقيق في أبيار الماشي جنوب المدينة المنورة بحوالي 30 كيلو مترًا. مازالت بعض آثار هذا القصر قائمة حتى الآن.